# Alanson W. Nightingill
Alanson "Lance" Walker Nightingill (17 mei 1826 – 12 februari 1870) was een Amerikaans sheriff en controller van de staat Nevada.

## Biografie
Nightingill werd geboren in 1826 in Ashland County (Ohio). Hij werkte in de verfhandel met zijn vader en broer. In 1849 tijdens de Californische goldrush verhuisde hij naar Californië door de Great Plains te doorkruisen. In 1856 werd hij verkozen tot hoofd van het brandweerkorps van Marysville. Later dat jaar werd Nightingill daarnaast verkozen tot marshal van Marysville. Hij werkte tegelijkertijd voor beide en bleef marshal tot 1857. Nightingill ging in mei van het volgende jaar naar de Fraser in Canada om het gebied te verkennen en om naar grondstoffen te zoeken. Hij kwam in de herfst van 1858 terug. In mei 1860 verhuisde Nightingill van Californië naar Nevada en hij sloot zich aan bij het Washoe Regiment, een militie, die was opgericht als reactie op de Eerste Slag van Pyramid Lake. Hij was leider van de eenheid C, die bestond uit 38 leden en ook bekendstond onder de naam "Truckee Rangers". Zijn militaire eenheid vocht tegen indianen en verkende vervolgens de Black Rock Desert. Tijdens de expeditie ontdekte Nightingill Surprise Valley.
Op 10 december 1861 werd Nightingill tot sheriff van Humboldt County benoemd door James W. Nye. Zijn termijn eindigde na de verkiezingen van januari 1862. Tijdens die verkiezingen werd Nightingill verkozen tot de eerste penningmeester van Humboldt County. Hij voerde dit ambt uit tot de volgende verkiezingen, die een half jaar later werden georganiseerd. In het daaropvolgende jaar werd Nightingill verkozen tot een van de 39 afgevaardigden van een grondwettelijke vergadering, die in november en december 1863 werd gehouden. Hij was onder andere lid van het comité dat als doel had de staatszegel te ontwerpen. Nightingill vertegenwoordigde Humboldt County tijdens de bijeenkomst. Documenten van de bijeenkomst vermeldden dat Nightingill in Unionville woonde, een schilder van borden was en ongetrouwd was. Hoewel er tijdens de bijeenkomst een grondwet was geschreven, werd deze afgekeurd tijdens een verkiezing in januari 1864.
Nadat Nevada een staat was geworden, was Nightingill tussen 1864 en 1867 de eerste controller van Nevada. Hij versloeg als Republikein de Democraat J.P. Gallagher tijdens de verkiezingen in november 1864. Nightingill ontving in totaal 9.842 stemmen (60%). Zijn salaris stond in de Grondwet van Nevada vastgesteld op $3.600 per jaar. Hij kreeg tijdens zijn ambtstermijn een longontsteking en had vanaf dat moment vaker longproblemen. Nightingill werd bijna een jaar na het einde van zijn ambtstermijn, op 19 december 1867, benoemd tot sheriff van Ormsby County door het bestuur van die county. Zijn voorganger, Timothy G. Smith, was twee dagen eerder overleden. Nightingill trad af in september van het volgende jaar wegens gezondheidsproblemen. Hij overleed in 1870 aan de gevolgen van tuberculose op 43-jarige leeftijd. Nightingill werd begraven in Marysville. Toen hij stierf, was hij enige tijd getrouwd.
De Nightingale Mountains werden naar hem vernoemd.